# Храм Рождества Пресвятой Богородицы в Крылатском
Храм Рождества Пресвятой Богородицы в Крылатском — приходской храм Георгиевского благочиния Западного викариатства Московской епархии. Расположен в московском районе Крылатское, в ландшафтном парке Крылатские холмы, недалеко от правого берега Москвы-реки.
В современном виде храм состоит из основного объёма, выдержанного в традиционном для архитектуры русских церквей XIX века византийском стиле и увенчанного симметричным пятиглавием, а также трёхъярусной колокольни с шатровой звонницей и стройной, «стремящейся» в высоту главкой. Эта стройность колокольни в сочетании с расположением комплекса на вершине холма создаёт ощущение гармоничности с общим пейзажем Крылатских холмов и возвышенности здания над окружающим ландшафтом.

## История
Современный храм Рождества Богородицы был построен на месте нескольких более ранних деревянных церквей, относившихся к бывшей деревне Крылатское, причём первое упоминание о деревенском храме в этих краях относится к 1554 году. Тогда, согласно летописи, царь Иван Грозный, вотчиной которого являлось и Крылецкое (Крылатское), останавливался в деревне по случаю освящения там храма во имя праздника Рождества Девы Марии. Возведенное тогда церковное здание сгорело в 1713 году и вскоре после этого на его месте была построена новая деревянная церковь, которая простояла до середины XIX века. По ходатайству прихожан Крылатского и окрестных сёл в 1862 году началось возведение нового каменного храма с двумя приделами, могущего вместить значительно большее количество верующих, на месте деревянной церкви. Основной храм и трапезная были готовы в 1868 году, в то время как колокольню начали строить несколькими годами позже и завершили только в 1877 году. Архитектором храма являлся Р. Т. Водо, а колокольня была возведена по проекту московского зодчего А. Н. Стратилатова. Каменный храм был выстроен в настоятельство священника Петра Александровича Орлова, служившего в с. Крылатском с 1838 по 1876 год.

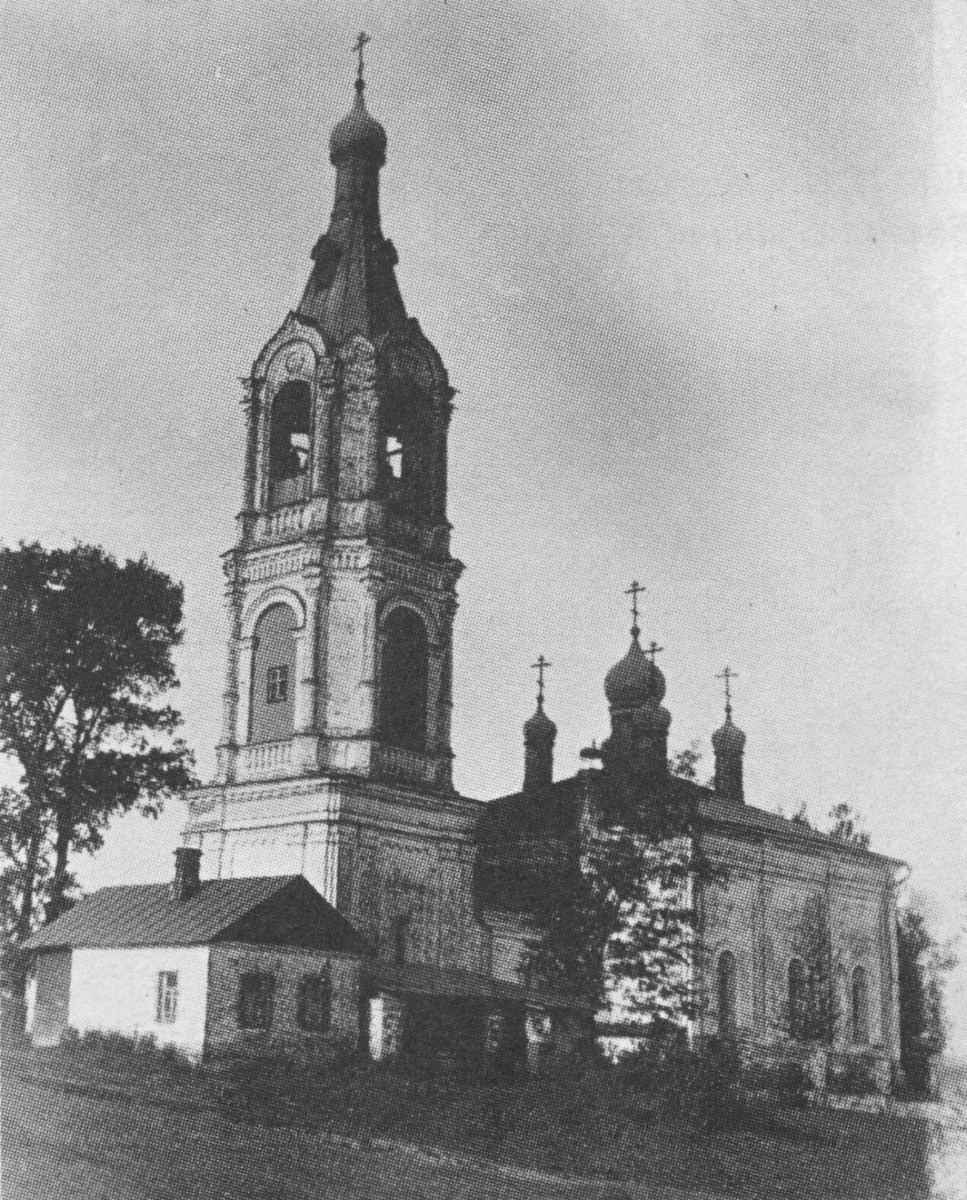
Храм в начале XX века

С конца XIX века и вплоть до 1930-х годов в храме Рождества Богородицы хранилась икона Рудненской Божией Матери, которая, по преданию, была найдена местными крестьянами неподалёку от храма. У места обретения иконы была построена часовня, а находящийся там родник одного из протекающих по сегодняшнему ландшафтному парку ручьёв до сих пор считается чудотворным и туда приходят за водой жители окрестных домов.
В 1936 году оригинальный образ Рудненской Богоматери был украден и сожжён, а окончательно церковь закрыли в 1941 году, при этом часовня у родника была разобрана, а колокольня храма уничтожена советскими зенитчиками как возможный ориентир для немецких самолётов при бомбардировках западных окрестностей Москвы. Тем не менее, до середины 50-х годов прошлого столетия в официально закрытой полуразрушенной церкви негласно продолжали проводиться службы по некоторым праздникам, которые были окончательно прекращены в годы хрущёвских гонений на церковь. Впоследствии уцелевшее основное здание церкви долгое время использовалось деревенскими жителями в качестве дровяного склада. При сносе в 1970-х годах ранее вошедшей в черту Москвы деревни Крылатское для строительства олимпийских объектов и нового жилого района полуразрушенная церковь осталась единственным уцелевшим зданием бывшей деревни, причём оба приходских кладбища возле церкви также были уничтожены, а останки из некоторых могил перенесены родственниками на Хованское кладбище. Остальные могилы, в первую очередь находящиеся за алтарём храма и принадлежащие духовенству и купечеству, были разрыты и осквернены гробокопателями в поисках ценностей. Массивные гранитные и мраморные надгробия с них также были вывезены для повторного использования.
В 1989 году здание храма было возвращено Русской православной церкви и вскоре в нём возобновились богослужения. В 1990-е годы была восстановлена колокольня, благоустроена территория храма и создан новый иконостас взамен утраченного оригинала. Находящаяся в храме в настоящее время икона Рудненской Богоматери является сохранённым в своё время одной из местных жительниц списком утраченной иконы, сделанным в начале XX века. С 2003 года ведутся работы по восстановлению внутренней росписи церкви.
В последующие годы храм продолжали восстанавливать, был создан новый иконостас, расширена площадь, занимаемая храмом, был построен дом причта и благоустроена территория, окружающая храм. С 1990 года при храме работает воскресная школа и православная библиотека. В 1998 году настоятелем храма стал протоиерей Георгий Бреев.
8 февраля 2010 года в храм Рождества Богородицы в Крылатском передали частицу мощей мученика Вонифатия
При храме работает паломническая служба «ТОВИЯ». Она была создана по благословению протоиерея Георгия Бреева — настоятеля храма Рождества Пресвятой Богородицы в Крылатском. Служба предлагает различные экскурсии и поездки по святым местам России и зарубежья. «ТОВИЯ» сотрудничает с Русским географическим обществом. Результатом успешного сотрудничества стали познавательные и полезные для восстановления физического состояния и духовного здоровья экскурсии, походы и экспедиции для взрослых и детей.

## Святыни
Икона Богоматерь Рудненская особо почитается прихожанами, по дате написания она относится к XX веку.

## Духовенство
- протоиерей Сергий Тишкун
- протоиерей Иоанн Никишин
- иерей Павел Когельман
- иерей Виктор Волков
- иерей Димитрий Карпов
- диакон Алексий Сапронов